# Ma (fiume)
Ma (vietnamita: Sông Mã, Lao: Nam Ma) è un fiume asiatico, che origina nel nordovest del Vietnam. Scorre per circa 400 km attraverso il Vietnam, il Laos e quindi di nuovo il Vietnam, per poi sfociare nel golfo del Tonchino.